# Relaciones Egipto-Marruecos
Las relaciones Marruecos-Egipto se refieren a las relaciones bilaterales entre el reino de Marruecos y la República Árabe de Egipto. Desde la independencia, las dos naciones han mantenido cálidas relaciones. Ambos países son miembros de la Unión Africana, la Liga Árabe, el GAFTA, la OMC, el Movimiento de Países No Alineados, la Organización para la Cooperación Islámica, el Consejo de Unidad Económica Árabe y la ONU.

## Apoyo político
Egipto ha reiterado repetidamente su apoyo a la integridad territorial de Marruecos. «Egipto siempre ha respaldado los esfuerzos de Marruecos para perfeccionar su integridad territorial», dijo el viceministro egipcio de Asuntos Exteriores, Jamal-Eddine Bayoumi, al diario marroquí Al-Mounaataf. Bayoumi también enfatizó la necesidad de que Marruecos y Egipto consoliden las relaciones comerciales entre los estados árabes.

## Cooperación económica
Marruecos y Egipto son firmantes del Acuerdo de Agadir para el Establecimiento de una Zona de Libre Comercio entre las Naciones Árabes del Mediterráneo, firmado en Rabat, Marruecos el 25 de febrero de 2004. El acuerdo pretendía establecer una área de libre comercio entre Jordania, Túnez, Egipto y Marruecos y se consideraba un posible primer paso en el establecimiento de la Zona Euromediterránea de Libre Comercio prevista en el Proceso de Barcelona. También son miembros fundadores de GAFTA, un pacto hecho por la Liga Árabe para lograr un bloque económico árabe completo que pueda competir internacionalmente.